# 刘革新
刘革新（1951年—），湖北黄陂人，汉族，中华人民共和国政治人物、第十二届全国人民代表大会四川地区代表。
毕业于西南师范大学经济与现代管理专业。加入中国共产党。担任四川省工商联副主席、四川科伦实业集团有限公司董事长。2008年，当选第十一届全国政协委员，代表经济界，分入第三十六组。2013年，担任全国人大代表。